# Big heart〜ミクロマンのテーマ〜
『Big heart〜ミクロマンのテーマ〜』（ビッグ・ハート ミクロマンのテーマ）は、日本の歌手、三浦大地（現：三浦大知）のソロデビュー前の1枚目のシングルである。1999年5月19日発売。発売元はメディアファクトリー。

## 概要
Folder活動時の芸名「三浦大地」名義でメディアファクトリーから発売された。三浦大地がソロパートを担当するシングル曲では初めて小森田実ではない作曲家（長岡成貢）の楽曲である。
C/W「Perfect World」ともテレビアニメ「小さな巨人 ミクロマン」（1999年）の主題歌としてタイアップされており、1998年11月24日に開催された同作の製作記者発表に出席している。CDジャケットはアニメ版ミクロマンのイラストになっている。「Perfect World」はMISIAや宇多田ヒカルのデビューで当時流行の兆しを見せていたR&Bテイストの楽曲で、クラブシーンにおいても使われていた。
タイアップ先の「小さな巨人 ミクロマン」ではオープニングテーマとして「Big heart〜ミクロマンのテーマ〜」が1話より使用されていたが、エンディングテーマの「Perfect World」は当初使われずにA面のインストゥルメンタルが流され、7話からの使用となっている。CDは放送開始から5ヶ月経過後にリリースされたため、製作が滞っていた可能性がある。
「Perfect World」はビルの屋上で三浦が身振りを交えて歌唱するシンプルな演出のミュージックビデオが作成されているが、2013年10月現在までソフト化はされていない。
Folder名義ではないため2003年に発売されたFolderのシングルベスト『Folder+Folder 5 SINGLE COLLECTION and more』およびコンプリートBOX『Folder+Folder 5 COMPLETE BOX』には収録されていない。

## 収録曲
1. Big heart〜ミクロマンのテーマ〜
（作詞：森浩美　作曲・編曲：長岡成貢）
2. Perfect World
（作詞：森浩美　作曲・編曲：長岡成貢）

## タイアップ
- Big heart〜ミクロマンのテーマ〜：アニメ「小さな巨人 ミクロマン」（1999年）のテーマソング
- Perfect World：アニメ「小さな巨人 ミクロマン」（1999年）のエンディングテーマ（7話-35話）

（36話-52話のエンディングテーマは、三浦大地がメインボーカルをしていたFolderの『I WANT YOU BACK』が使用された）